# 高鷲村立高鷲小学校鷲見分校
高鷲村立高鷲小学校鷲見分校 （たかすそんりつ たかすしょうがっこう　わしみぶんこう）は、かつて岐阜県郡上郡高鷲村（現・郡上市）に存在した公立小学校の分校。

## 概要
- 高鷲小学校の分校であり、高鷲村鷲見地区（現・郡上市高鷲町鷲見）が校区であった。1995年、大日小学校、高鷲小学校西洞分校と統合、高鷲北小学校の新設により廃校。
- 校舎（木造2階建）は2016年に解体された。跡地は旧鷲見分校敷地として、指定避難場所となっている。

## 沿革
- 1873年（明治6年） - 郡上郡鷲見村に鷲見学校として開校。
- 1880年（明治13年） - 鷲見小学校に改称する。
- 1886年（明治19年） - 鷲見簡易科小学校に改称する。
- 1897年（明治30年）4月1日 - 大鷲村、鮎立村、西洞村、鷲見村が合併し、高鷲村が発足。
- 1900年（明治33年） - 鷲見尋常小学校に改称する。
- 1908年（明治41年） - 高鷲尋常高等小学校に統合され、高鷲尋常高等小学校第一分教場となる。
- 1941年（昭和16年）4月1日 - 高鷲国民学校第一分教場となる。
- 1947年（昭和22年）4月1日 - 高鷲村立高鷲小学校鷲見分校に改称する。高鷲村立高鷲中学校鷲見分校を併設する。
- 1962年（昭和37年） - 高鷲中学校鷲見分校を廃止。
- 1977年（昭和52年） - 鷲見上野分校を統合する。
- 1995年（平成7年）3月31日 - 廃止。児童は新設された高鷲北小学校への通学となる。